# Elezioni parlamentari in Finlandia del 1909
Le elezioni parlamentari in Finlandia del 1909 si tennero il 1º maggio per il rinnovo dell'Eduskunta, nuovamente sciolta arbitrariamente dallo zar offeso dall’atteggiamento poco rispettoso del capo del parlamento Pehr Evind Svinhufvud.

## Risultati
| Liste                                | Voti    | %     | Seggi |
| ------------------------------------ | ------- | ----- | ----- |
| Partito Socialdemocratico Finlandese | 337 685 | 39,89 | 84    |
| Partito Finlandese                   | 199 920 | 23,62 | 48    |
| Partito dei Giovani Finlandesi       | 122 770 | 14,50 | 29    |
| Partito Popolare Svedese             | 104 191 | 12,31 | 25    |
| Lega Agraria                         | 56 943  | 6,73  | 13    |
| Unione Operaia Cristiana Finlandese  | 23 259  | 2,75  | 1     |
| Altri                                | 1 703   | 0,20  |       |
| Totale                               | 846 471 |       | 200   |